# Ody barbarzyńskie
Ody barbarzyńskie (wł. Odi barbare) – zbiór wierszy włoskiego poety i noblisty Giosuè Carducciego.
Zbiór Carducciego Ody barbarzyńskie opublikowało wydawnictwo Zanichelli w roku 1877, w ramach serii „Collezione elzeviriana”. Pierwsze wydanie zawierało jedynie 14 tekstów. Kolejne, rozbudowane warianty ukazały się w roku 1882  i 1886 (Nuove odi barbare), w roku 1889 (Terze odi barbare) oraz w roku 1893 (wybór Delle odi barbare). Łącznie we wszystkich tomach opublikowano 54 ody.
W wierszach tych Carducci próbował nawiązać do świata starożytności nie tylko, jak dotąd, za pomocą stylizowanego słownictwa i tematyki, ale także odtwarzając iloczasowe miary wierszowe. Zainspirowany przez niemieckich filologów i poetów – zwłaszcza przez Friedricha Gottlieba Klopstocka, który stworzył niemiecki odpowiednik heksametru – starał się oddać metrum łaciny i greki wykorzystując zasady akcentowe języka włoskiego, czyli stosując w odpowiednich układach oksytony, paroksytony i proparoksytony. O swoich zamiarach pisał: „Ja, pochylony u stóp muzy italskiej, najpierw całuję tę stopę z pełną poszanowania tkliwością, a następnie staram się przymierzyć jej koturny safickie, alcejskie, asklepiadejskie, w których takt jej boska siostrzyca wodziła chóry po paryjskim marmurze świątyń doryckich”. 
Typowa dla Carducciego pasja moralizatorska i polityczna zostały tu ograniczone wyrafinowaną formą, co dało w efekcie przekaz logiczny i bardzo stonowany. W odach  pojawiały się zarówno tematy związane z antykiem (Przed termami Karakalli – Dinanzi alle terme de Caracalla, W rocznicę założenia Rzymu – Nell'annuale della fondazione di Roma, U źródeł Klitumna – Alle fonti del Clitumno), jak i z historią nowożytną (Cadore, Na śmierć Napoleona Eugeniusza – Per la morte de Napoleone Eugenio, Miramar). Poecie nie była obca także nastrojowa liryka, czego przykładem jedne z jego najsłynniejszych wierszy Na dworcu kolejowym w jesienne rano (Alla stazione in una mattina d'autunno) i Śnieżyca (Nevicata). Carducci nazwał swoje ody „barbarzyńskimi”, ponieważ – jak przypuszczał – tak określiliby je pisarze starożytni, gdyby mogli ich posłuchać. Dodał również nie bez ironii, że w swojej ocenie, choć z odmiennych powodów, nie różniliby się od współczesnych Włochów. 
W roku 1878 z okazji wizyty pary królewskiej w Bolonii napisał odę Do królowej włoskiej (Alla regina d'Italia) ku czci królowej Małgorzaty, wielbicielki jego poezji. Tym samym zaczął uchodzić za rzecznika oficjalnej kultury, co skłóciło go z towarzyszami należącymi do obozu republikanów. Na ostre ataki prasowe odpowiedział stwierdzeniem: „Czy dlatego, że ona jest królową, a ja republikaninem, nie wolno mi okazać uprzejmości, a jedynie grubiaństwo? W końcu nigdzie nie zostało powiedziane, że poeta grecki i żyrondysta musi przejść bez pozdrowienia obok piękna i wdzięku”.